# Bruce Vilanch
Bruce Vilanch (23. listopadu 1948) je americký scenárista, skladatel a herec. V zákulisí Hollywoodu je známý, jako „ten co píše celebritám vtipy“; jeho kariéra zahrnuje čtyřletou scenáristickou práci v game show Hollywood Squares. V roce 2000 účinkoval ve své stand-up show s názvem Bruce Vilanch: Almost Famous.
V 80. letech 20. století Vilanch kolaboroval s Fredem Zarrem (Madonna, Paul Simpson Connection) a Jacques Morali-m (Break Machine) na písních Village People a Earthy Kitt ("Where Is My Man"). Tyto písně zaznamenaly úspěch především v klubových scénách a žebříčkách časopisu Billboard.

## Filmografie

### jako scenárista
- 1976: The Paul Lynde Halloween Special (TV)
- 1977: The Barry Manilow Special (TV)
- 1978: Bette Midler: Ol' Red Hair Is Back (TV)
- 1978: The star wars holiday special(TV)
- 1980: Divine Madness!
- 1987: Funny, You Don't Look 200: A Constitutional Vaudeville (TV)
- 1987: Las Vegas: An All-Star 75th Anniversary (TV)
- 1995: 1st Annual Screen Actors Guild Awards (TV)
- 1995: The 67th Annual Academy Awards (TV)
- 1995: TV Laughs at Life (TV)
- 1996: The 68th Annual Academy Awards (TV)
- 1997: Bette Midler in Concert: Diva Las Vegas (TV)
- 1998: Comic Relief VIII (TV)
- 1999: The 51st Annual Primetime Emmy Awards (TV)
- 1999: American Fashion Awards (TV)
- 2000: 14th Annual American Comedy Awards (TV)
- 2001: 15th Annual American Comedy Awards (TV)
- 2003: TV Land Awards: A Celebration of Classic TV (TV)
- 2004: The 58th Annual Tony Awards (TV)

### jako herec
- 1975: Mahogany – Designer
- 1983: Breathless – Man with Purse
- 1984: Les Guerriers des étoiles (The Ice Pirates) – Wendon
- 1984: Santa Barbara (TV seriál) – Hippie priest
- 1986: The Morning After – bartender
- 1988: The Drifter – Cook
- 1989: It Nearly Wasn't Christmas (TV) – Philpot
- 1991: Fourth Story (TV) – Flower salesman
- 1992: Love Can Be Murder (TV) – Bernie
- 2001: Circuit – Theater Stage Manager
- 2010: Oy Vey! My Son Is Gay!! – Max
- 2011: Jak na věc v LA – Missy

## Ocenění
Vilanch získal 2 ocenění Emmy za svoji tvorbu (psaním vtipů a textu na obrazovku pro celebrity) a 4 ocenění Emmy v kategorii Outstanding Variety Show. Jeho aktivní působení v boji proti AIDS vyneslo pochvaly u neziskových LGBTQ organizací jako
- Los Angeles Shanti Foundation's Daniel P. Warner Service Award (1990)
- GLAAD Media's Stephen F. Kolzak Award (1997)
- Los Angeles Gay and Lesbian Center's Rand Schrader Distinguished Achievement Award (1998)
- Outfest Honors Award for contributions to gay and lesbian visibility (2002)
- AIDS Project Los Angeles Hero Award (2003).